# Niwiska (gemeente)
De gemeente Niwiska is een landgemeente in het Poolse woiwodschap Subkarpaten, in powiat Kolbuszowski.
De zetel van de gemeente is in Niwiska.
Op 30 juni 2005, telde de gemeente 5927 inwoners.

## Oppervlakte gegevens
In 2002 bedroeg de totale oppervlakte van gemeente Niwiska 95,05 km², waarvan:
- agrarisch gebied: 50%
- bossen: 45%

De gemeente beslaat 12,28% van de totale oppervlakte van de powiat.

## Demografie
Stand op 30 juni 2004:
| Omschrijving                   | Totaal | Totaal | Vrouwen | Vrouwen | Mannen | Mannen |
| ------------------------------ | ------ | ------ | ------- | ------- | ------ | ------ |
| eenheid                        | aantal | %      | aantal  | %       | aantal | %      |
| inwoners                       | 5783   | 100    | 2909    | 50,3    | 2874   | 49,7   |
| bevolkingsdichtheid (inw./km²) | 60,8   | 60,8   | 30,6    | 30,6    | 30,2   | 30,2   |

In 2002 bedroeg het gemiddelde inkomen per inwoner 1280,49 zł.

## Administratieve plaatsen (sołectwo)
Hucina, Hucisko, Kosowy, Leszcze, Niwiska, Przyłęk, Siedlanka, Trześń, Zapole.

## Aangrenzende gemeenten
Cmolas, Kolbuszowa, Mielec, Ostrów, Przecław, Sędziszów Małopolski